# Calalzo di Cadore
Calalzo di Cadore est une commune d'environ 1 904 habitants de la province de Belluno dans la région Vénétie en Italie.

## Géographie
Calalzo se trouve sur au centre géographique du territoire du Cadore.
Le lac de Calalzo fait 12 km de long et baigne Pieve di Cadore, Calalzo, Domegge di Cadore, Lozzo di Cadore, Lorenzago di Cadore et Vigo di Cadore.

## Tourisme
Calalzo est le terminus de la gare ferroviaire du Cadore. De là, il est possible de se rendre en bus (compagnie Dolomitibus) à Cortina d'Ampezzo, Auronzo di Cadore, Santo Stefano di Cadore et Sappada.
- La piste cyclable

La piste cyclable a été réalisée sur le tracé de l'ancienne ligne ferroviaire (construite en 1915 pour faciliter les déplacements pendant la première guerre mondiale, devenue voie touristique en 1930 et supprimée en 1967) et s'étend de Calalzo à Dobbiaco.
Elle a été récemment refaite et goudronnée, et l'éclairage du tunnel a été mis en place.
Une auberge doit accueillir les cyclistes.

## Lieux et monuments
- L'église de Saint Biagio

L'autel principal est l'œuvre de  l'entreprise Zanette de Vittorio Veneto. Il fut inauguré le 19 décembre 1920 et consacré le même jour par l'évêque Giosuè Cattarossi.
Il fut adapté, par l'entreprise Faena de Belluno en 1973, aux nouvelles prescriptions édictées par le Concile Vatican II et consacré par l'évêque Gioacchino Muccin le 18 février 1973.

Les statues de bois de Saint Biagio et Saint Floriano ont été exécutées par le sculpteur Giuseppe Obletter et bénies le 11 août 1929 par le prêtre don Giovanni Masi.
- La petite église de San Giovanni Battista, située au point le plus haut du village.
- La petite église de Caravaggio (jusqu'à 2012 but d'un pèlerinage marial) que l'on atteint par la route de Praciadelan.
- Lagole, où se trouvent les sources du torrent Molinà. Des fouilles, au milieu du XXe siècle, y ont mis au jour un sanctuaire vénète puis romain, actif à partir du VIe siècle av. J.-C. et jusqu'à la fin du IVe siècle ap. J.-C. ; de nombreux objets votifs, dont certains portent des inscriptions en vénète ou en latin, ont été découverts. Les Vénètes y honoraient une divinité féminine guérisseuse ; à l'époque romaine, elle a été supplantée par un Apollon guérisseur[2].
- Molinà, ainsi appelée parce que, au début du XIXe siècle, le torrent Molinà actionnait des moulins. Ici se trouvaient les ateliers Safilo, entreprise produisant des montures de lunettes.

## Administration
| Période                                  | Période  | Identité       | Étiquette | Qualité |
| ---------------------------------------- | -------- | -------------- | --------- | ------- |
| 14 juin 2004                             | En cours | Pier Mario Fop |           |         |
| Les données manquantes sont à compléter. |          |                |           |         |

### Hameaux
Rizzios, Molinà.

On peut atteindre à pied les hameaux de Rizzios, en suivant l'ancienne route romaine appelée Giro delle Coste (le tour des côtes).

Sur le « parcours vita », on trouve des installations sportives pour l'activité physique et pour se maintenir en bonne santé.

### Communes limitrophes
Auronzo di Cadore, Borca di Cadore, Domegge di Cadore, Pieve di Cadore, San Vito di Cadore, Vodo di Cadore.